# Chlorobistus iridescens
Chlorobistus iridescens är en insektsart som först beskrevs av Haan 1842.  Chlorobistus iridescens ingår i släktet Chlorobistus och familjen Aschiphasmatidae. Inga underarter finns listade i Catalogue of Life.